# Gynoplistia klamonoensis
Gynoplistia klamonoensis là một loài ruồi trong họ Limoniidae. Chúng phân bố ở miền Australasia.